# Бильд Лилли
Билд Лилли — героиня мини-комиксов, а позже миниатюрная кукла.

## История
Лили появилась в июне 1952 года, её создателем был немецкий карикатурист Райнхард Бойтин (Reinhardt Beuthin). Эта девушка стала миниатюрным зеркалом женской моды и общепризнанных канонов красоты 1950-х, когда мир сходил с ума от Мэрилин Монро и Брижит Бардо. Изначально Лилли была предназначена только для взрослой аудитории. Она продавалась в табачных лавках и сувенирных магазинах, но со временем куклой заинтересовались и старшие школьницы, и молодые девушки, которые играли с Лилли и придумывали ей различные наряды. Эта кукла стала прототипом куклы Барби, которую в 1959 году создала Рут Хэндлер.

## Описание
Обворожительная блондинка выпускалась в двух размерах: 19 и 29,5 сантиметров. Она имела красивые, гладкие и волнистые волосы, которые прекрасно сочетались с яркими, манящими губами и пикантными стрелками. Лицо каждой куклы расписывалось вручную, поэтому каждая кукла была индивидуальной.
Раскрашивались не только лица Лилли, но и их тела, и Лилли могла иметь буквально любой оттенок кожи.

## Интересные факты
- Всего было выпущено около 130 000 кукол Лилли[2].
- Лилли иногда фотографировалась для рекламы.
- В 1957 году на экраны вышел фильм «Lilli – ein Madchen aus der Grosstadt[нем.]» (Лилли — девушка из большого города). Роль Лилли исполнила Ханна Смирнер, датская актриса, выигравшая конкурс и фантастически похожая на пластиковую красотку.